# 멘타트
멘타트란 프랭크 하버트의 공상 과학 소설인 듄에 등장하는 가상의 직업이다. 멘타트는 종교적인 이유로 금지된 인공지능 컴퓨터를 대신할 인식, 분석 능력을 가지도록 훈련받았으며, 멘타트 자체로도 직업이 될 수 있고, 다른 직업을 가질 때도 멘타트 훈련을 받았을 때는 도움이 된다. 과거의 자료와 논리에 의존하기에 한계를 가진다.

## 듄 세계에 등장하는 멘타트
- 투피르 하와트(아트레이드 가문) - 아트레이드 가문의 전문 암살자 겸 조언자. 동시대 멘타트 중 가장 뛰어난 멘타트로 명성을 떨치고 있다.
- 파이터 드 브리스(하코넨 가문) - 하코넨 가문의 전문 암살자 겸 조언자. 타일렉스에서 훈련된 비뚤어진 성격을 가진 멘타트이다. 사디스트적 성향을 지니고 있으며 고문기술자로도 활약한다.
- 폴 아트레이디스(아트레이드 가문) - 아트레이드 가문의 후계자이지만, 가정교육의 일부로 멘타트 훈련과 베네 게세리트 훈련을 받는다.
- 헤이트(아트레이드 가문) - 우주 수송 길드에서 폴 아트레이디스에게 선물한 멘타트 겸 젠수니 철학자. 덩컨 아이다호의 시신에서 추출한 세포로 만들어진 복제인간(골라)이다.

### 소설 원전에는 등장하지 않는 멘타트
- 아몬 (오르도스 가문) - 듄 2 에 등장. 나중에 횡령 혐의로 처형당했다는 것 외에는 알려진 것이 없다.
- 에드릭 오(오르도스 가문)- 듄 2000에 등장. 다른 멘타트와 달리 지적 능력을 증폭시키기 위해 사포 쥬스를 사용하지 않고 컴퓨터와 연결되어 기능을 수행한다. 의심이 많은 성격.
- 로마 아타니(오르도스 가문) - 엠퍼러 : 배틀 포 듄에 등장. 여성 멘타트. 냉혹한 성격.
- 라드노르 (하코넨 가문) - 듄 2에 등장. 전임자를 암살하고 현재 지위에 올랐다는 설정이 있다.
- 헤이트(하코넨 가문) - 듄 2000에 등장. 소설 원전의 헤이트와는 관계가 없다. 타일렉스에서 수입한 골라 멘타트. 교활하고 잔혹하다.
- 야닉 코발(하코넨 가문) - 엠퍼러 : 배틀 포 듄 에 등장. 하코넨 가문답게, 무자비하고 싸늘한 성격.